# 2533 Fechtig
2533 Fechtig eller A905 VA är en asteroid i huvudbältet, som upptäcktes 3 november 1905 av den tyske astronomen Max Wolf i Heidelberg. Den är uppkallad efter den tyske astronomen Hugo Fechtig.
Asteroiden har en diameter på ungefär 20 kilometer och den tillhör asteroidgruppen Themis.